# Llama M-82
Pour les articles homonymes, voir M82.
Le Llama M-82 est un pistolet semi-automatique à double action. 
Fabriqué par la firme espagnole Llama Gabilondo y Cia SA depuis 1986, il constitue une amélioration de l'Omni, qui n'eut pas le succès escompté. La firme a aussi fabriqué une version plus légère avec une armature d'alliage (aluminium aviation), le modèle 82-LM  pesant 875 g. Grâce à la réputation de précision du modèle M82, Llama lança en 1987 une version sportive nommée (LLAMA M-87).
Le M82 entra en dotation de l'armée espagnole en 1988.

## Caractéristiques
- Calibre : 9 mm
- Munition : 9 x 19 mm OTAN (9 mm Parabellum)
- Alimentation : chargeur de 15 cartouches
- Efficacité : 50 m
- Vitesse munition : 369 m/s
- Poids (arme) : 1,11 kg (carcasse tout acier)
- Longueur (arme) : 209 mm
- hauteur  (arme) : 135 mm
- Épaisseur de l'arme : 35 mm
- Longueur (canon) : 114 mm (système Beretta)
- Indicateur de chargement : oui
- Fonctionnement : par recul inertie, et culasse verrouillée tout comme le (Walther P38) ou (Beretta 92)
- Arme très précise et robuste